# Trafalgar Square
A Trafalgar tér (angolul Trafalgar Square) London egyik legnevezetesebb köztere.
A tér közepéből kiemelkedik a csaknem 52 méter magas Nelson-emlékoszlop, mely Nelson admirálisnak állít emléket, aki az 1805-ös trafalgári ütközetben legyőzte Napóleon flottáját. A tér az ütközet emlékére kapta a nevét.
Jellegzetesek a tér szökőkútjai, szobrai, s a teret körülvevő épületegyüttesek, amelyek közül a klasszicista stílusú Nemzeti Galéria, valamint a St. Martin-in-the-Fields (magyarul: Mezei Szent Márton) templom barokk toronnyal s neoklasszicista homlokzattal a legkiemelkedőbbek.

## Története

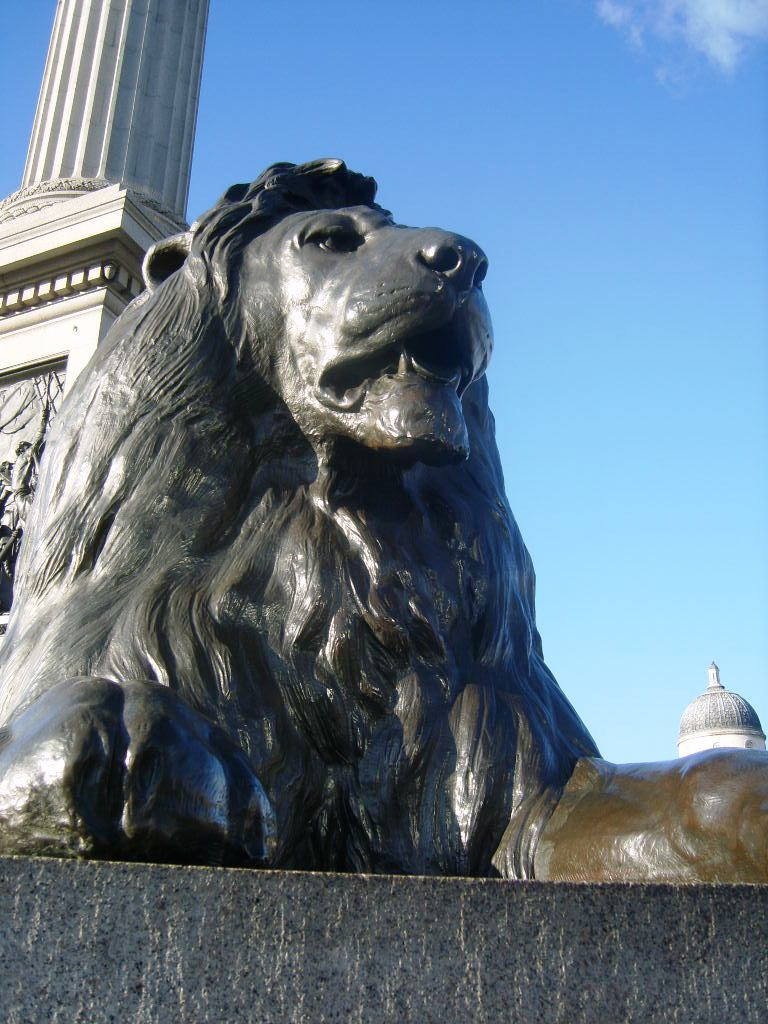
A négy oroszlán egyike a Nelson-emlékoszlop talapzatán

A 18. század második felében a mostani szökőkutak helyén királyi istállók voltak, a Nemzeti Arcképtár helyén pedig Cherringe falu temetőkertje terült el. John Nash városrendezési terveinek köszönheti a tér létrejöttét. Nash lebontatta a királyi istállókat, s felépítette azokat a Buckingham Palota oldalában. Egy teljesen egyenes, fő közlekedési utat akart nyitni a Bloomsbury városrész felől a Temze-partig. Terve nem valósult meg az ő életében, de a teret kikövezték.
Cherringe falucska két világ közé ékelődött be, egyik oldalán előbb a Szent James Palota (St. James’s Palace), majd a Buckingham Palota, s ezek közelében az előkelőek kisebb palotái, árnyas sétányai, parkjai, a másik nyugati oldalon szűk utcák, s szórakoztató negyed. Piactér volt a mai Charing Cross pályaudvar] helyén. A tér fokozatosan nyerte el mai formáját.
Méltán tekintették az angolok hősüknek Horatio Nelson admirálist, aki legyőzte Napóleont. Nelson a döntő trafalgari csatában maga is halálos sebet kapott. A csata helyéről nevezték el a teret, közepébe egy hatalmas, 46 méter magas Nelson-emlékoszlopot (Nelson Column) emeltek 1840-ben.

### A Nelson-emlékoszlop

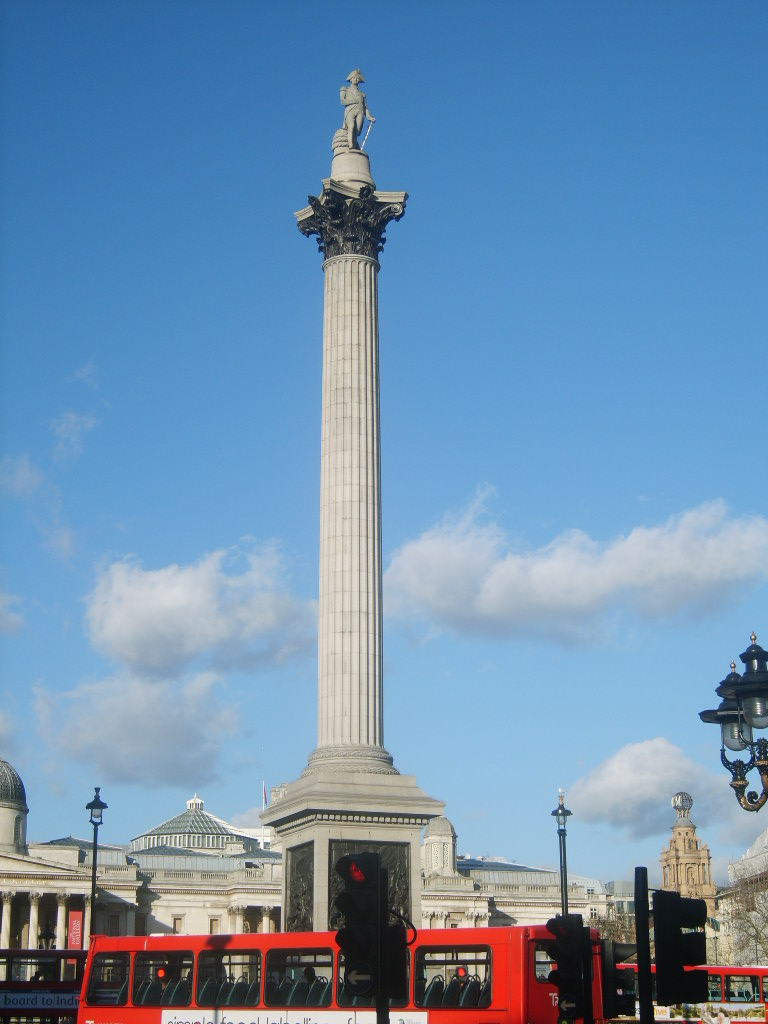
A tér Nelson admirális emlékoszlopával

A Nelson-oszlop méreteivel a római Fórum Augusti hajdani nagy templomának, a Mars Ultor, azaz a Bosszúálló Hadisten templomrom egyik korinthoszi oszlopát másolja. Szögletes talapzatot készítettek hozzá, melynek mind a négy oldalán Nelson admirális életének fő mozzanatait ábrázolják bronzdomborműveken, ezekhez a bronz alapanyagot a franciáktól zsákmányolt ágyúk szolgáltatták. Az első jelenet Nelson életéből az a pillanat, amikor megsebesül az 1798-as csatában Abukirnál. Egy másik dombormű az 1797-es, spanyolok felett aratott győzelmére emlékezik, amint a St Vincentnél lezajlott győztes csata után Nelson átveszi a legyőzött spanyol vezér kardját. Egy következő jelenet Nelson 1801-es, dánok felett aratott győzelmét örökíti meg, amint egy ágyúcsövén aláírja a békeszerződést. A negyedik jelenetben a halálos sebtől összecsukló győztes trafalgári hadvezért látjuk.
Három év múlva, 1843-ban készült el Edward Hodges Baily (1788-1867) angol szobrász 5,5 méter magas kőszobra a kardjára támaszkodó Nelson admirálisról, amelyet az emlékmű tetejére illesztettek, ezzel az emlékmű magassága 51,5 méter magasra emelkedett. Majd sokkal később, 1868-ban helyezték az obeliszk talapzatának lépcsőfokai alá Sir Edwin Henry Landseer (1802-1873) híres állatfestő és állatszobrász négy bronzoroszlánját, melyek mintegy ellensúlyozzák a karcsú obeliszket. A Nelson emlékoszlopnak városképi jelentősége is van monumentalitása miatt, London számos pontjáról előtűnik (megpillantható a londoni Parlament Óra-tornya előtt állva, a Carlton House Terrace mellett sétálva stb.) Az obeliszk talapzatát minden év október 21-én, a trafalgári csata évfordulóján virágokkal és koszorúkkal borítják a brit hazafiak.

### National Gallery

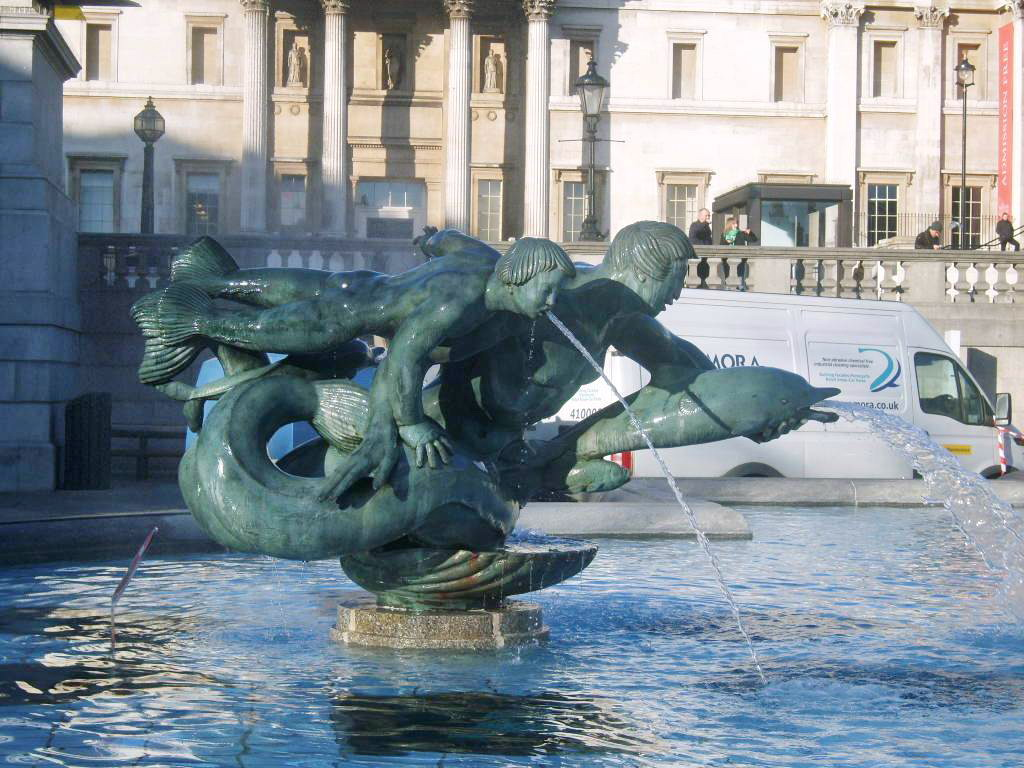
Szökőkút a National Gallerynél

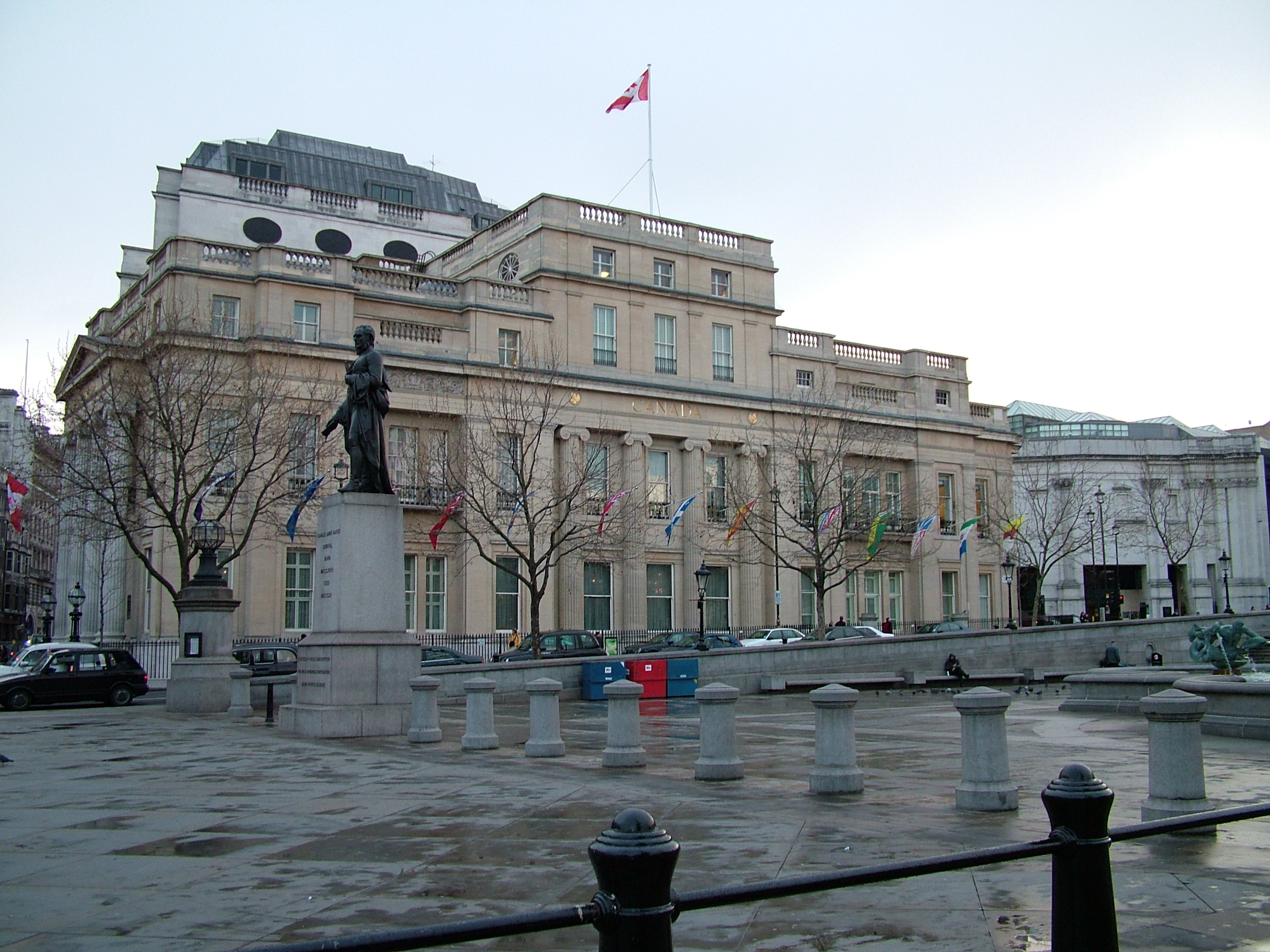
Canada House (Kanada-ház)

A Trafalgar tér teljes északi oldalát a korinthoszi oszlopokkal díszített zöld kupolás National Gallery (Nemzeti Galéria) foglalja el. A tér két egyforma szökőkútja közül az egyik a Képtár közelében van, vízköpő allegorikus figurákat, tengeri bálnákat, kigyókat ábrázol bronzba öntve. A tér délnyugati oldalán a kanadai kormány londoni nagykövetségének egyik épülete következik, a Canada House (Kanada-ház), s vele egy tömbben helyezkedik el a Norway House (Norvég-ház), a norvég állami érdekek félhivatalos központja. A Norvég-ház bejárata a Cockspur Street felől van, amelynek végében a Haymarket tér (Szénapiac tér) húzódik meg, sarkán III. György brit király bronz lovasszobrával, nem messze tőle George Washington szobra áll.

### St. Martin-in-the-Fields

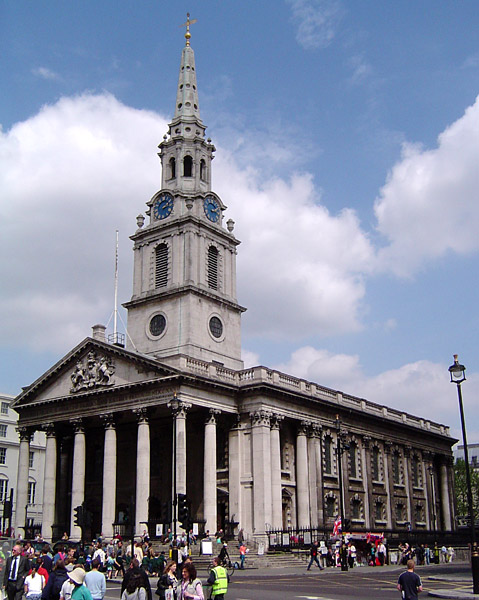
St. Martin-in-the-Fields tavasszal

A St. Martin-in-the-Fields korinthoszi oszlopokkal díszített görögös bejáratához magas lépcsősor vezet. Tornya 56 méter magas barokkosan hullámzó stílusban. Az egész templomot az előcsarnok reneszánsz mennyezetével együtt James Gibbs tervezte, 1721-26 között épült. A tölgyfából dúsan faragott szószék a hozzávezető lépcsővel együtt Gibbons munkája. Az oltár mögötti ablakok velencei üvegből készültek, ezek a második világháború idején elpusztultak. (A háború után egyszerű üvegablakokkal pótolták). Olasz mestereket hívtak a mennyezeti stukkók elkészítéséhez. A templom timpanonját királyi címer díszíti, mivel a templom funkcióját tekintve királyi plébániatemplom, egyházközségi körzetébe tartozik a Buckingham Palota, a királyi újszülötteket itt írják be az anyakönyvbe.
Hatalmas kripta van a templom alatt, amely természetesen eredeti rendeltetésének megfelelően temetkezési helyül szolgál, de 1685-ben a Franciaországból menekült hugenották, majd az első világháborúban a francia frontról hazatérő katonák átmeneti szállása lett, a második világháború alatt 600 ágyas óvóhelyet rendeztek itt be.
E helyütt már a szász királyok idején is templom állt, 1544 körül VIII. Henrik angol király bővítette és építtette újjá, a 18. század elejére már megint lepusztult állapotba került, s újjá kellett építeni, ekkor nyerte el mai formáját.
Minden év karácsonyán a Trafalgar téren állítják fel a mindenki karácsonyfáját a Mezei Szt. Márton temploma közelében, 1946 óta minden évben a norvég kormány küldi a londoniaknak a fenyőt, hálából, hogy Anglia és szövetségesei felszabadították a német megszállás alól. 1959 óta e fa alatt látható Josephina de Vasconcellos szobrász neoprimitív stílusú, életnagyságú figurákkal benépesített betleheme.

### South Africa House és a Charing Cross

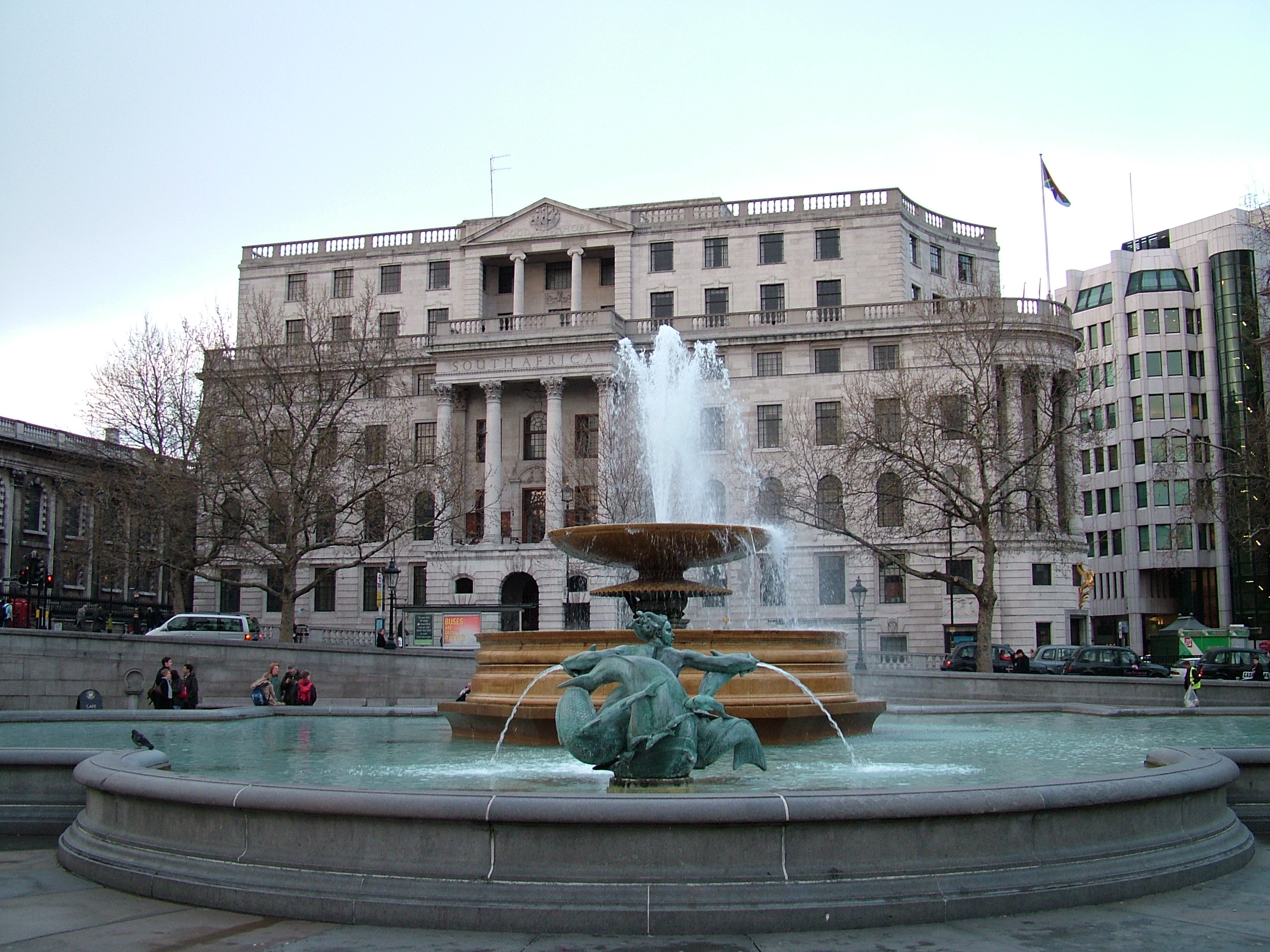
South Africa House (Dél-Afrika-ház)

A templomtól balra haladva a tér délkeleti oldalán 1933-ban épült a mai dél-afrikai nagykövetség és konzulátus londoni központja, a South Africa House (Dél-Afrika-ház) neoklasszicista stílusban.
A Trafalgar tér déli be- és kijárata a Charing Cross nevű háromszögű kis térnél van, e tér nevét Cherringe faluról kapta és arról a gótikus keresztről (Cross), amelyet I. Edward angol király 1291-ben állíttatott felesége iránti kegyeletből, e gótikus keresztet az angol polgári forradalom idején eltávolították parlamenti határozattal. Másolatát majd 1863-ban állították fel, az eredeti helyétől keletebbre, a mai Charing Cross pályaudvar közelében. A kereszt eredeti helyén I. Károly angol király lovasszobra áll. A szobrot 1633-ban Hubert Le Sueur mintázta meg. A közben lezajlott forradalmi események miatt csak a Stuart-restauráció idején, 1674-ben állították fel, e szobortól nem messzire Oliver Cromwell szobra áll.
London földrajztudományi középpontja ma a Charing Cross, innen számítják a távolságokat.

## Közlekedés
Metróval a tér a Bakerloo vagy Northern vonalon közelíthető meg, a legközelebbi megálló a Charing Cross, ahonnan kijárat nyílik a tér felé. (A Bakerloo-nak eredetileg volt egy Trafalgar Square nevű megállója, amit később egy aluljáróval összekötöttek az akkor még Strand néven működő megállóval majd átnevezték Charing Cross-ra. Előtte is működött már egy ilyen nevű állomás kb. 300 méterre délre így az lett a mai néven is ismert Embankment.  Az átnevezés körüli keverés oka feltehetően az lehetett, hogy az új Charing Cross megálló fizikailag közelebb van a Charing Cross vasútállomáshoz mint a régi - a mai nevén Embankment - megálló.)
Közeli állomások még az Embankment és a Leicester Square. A buszjáratok közül a 3, 6, 9, 11, 12, 13, 15, 23, 24, 29, 53, 87, 88, 91, 139, 159, 176, 453, N2, N3, N5, N9, N11, N13, N15, N18, N20, N21, N26, N29, N41, N44, N47, N87, N89, N91, N97, N109, N113, N136, N155, N279, N343, N550, N551 számúak érintik a teret (az N jelzésűek éjszakai buszok), amelyek közül a 15-ös járat vonalán az - egyébként a forgalomból kivont - eredeti, hátsó peronos Routemasterek közlekednek.

## Külső hivatkozások
- Explore London Archiválva 2008. december 25-i dátummal a Wayback Machine-ben (angolul)
- Trafalgar tér (németül)
- Trafalgar tér (magyarul)
- Rokkant terhes nő aktjának szobra a Trafalgar téren, National Geographic, Magyarország, 2005 (magyarul)
- London kalauz (magyarul)